# نورمان ميلر (لاعب كرة قاعدة)
نورمان ميلر (بالإنجليزية: Norm Miller)‏ هو لاعب كرة قاعدة أمريكي، ولد في 5 فبراير 1946 في لوس أنجلوس في الولايات المتحدة.

## وصلات خارجية
- نورمان ميلر على موقعبيزبول رفرنس.كوم (الدوري الرئيسي) (الإنجليزية)